# Privatkopieringsersättning
Privatkopieringsersättning är en lagstadgad kompensation för det inkomstbortfall som kopiering för privat bruk av musik, film och tv från en laglig förlaga medför för kulturskapare med upphovsrätt i de kopierade verken.

## Allmänt
Ersättningen betalas av tillverkare eller importörer av sådana lagringsmedier som är "särskilt ägnade för" privatkopiering, som tomma CD, DVD, externa hårddiskar, USB-minnen och mp3-spelare. I propositionen som ligger till grund för lagen motiveras ersättningen med att "man kan se kassettersättningen som en rätt för upphovsmannen till en del i den vinst andra kan göra på grund av möjligheten till privatkopieringen av hans verk”. De ersättningsskyldiga företagen behöver inte erlägga ersättning när de säljer lagringsmedier för yrkesmässig användning, som till exempel till företag, studioverksamheter och andra professionella användare som använder stora mängder lagringsmedier och finns registrerade hos Copyswede. Ersättning betalas inte heller för lagringsmedier som går på export eller ska användas av personer med funktionsnedsättning.
Skyddad programvara omfattas inte av privatkopieringsersättning, eftersom det med undantag av säkerhetskopia inte är tillåtet att kopiera upphovsrättsskyddad programvara ens för privat bruk.
Bestämmelserna för privatkopieringsersättning finns i upphovsrättslagen, 2 kap. 26 k §. Jämför biblioteksersättning.

## Administration av ersättningen
I Sverige administreras och fördelas ersättningen till upphovsrättsinnehavarna av Copyswede, som möter lagens krav på en "organisation som företräder ett flertal ersättningsberättigade, det vill säga en sammanslutning av musiker, kompositörer, skådespelare, producenter, m.fl." Ersättningens storlek finns angiven i lag, men fastställs i praktiken genom avtal mellan tillverkare/importörer och Copyswede. Skälet är att tillverkarna/importörerna har rätt till nedsättning av ersättningsnivån, till exempel på grund av att lagringsmediet också används till annat än privatkopiering eller på grund av ersättningens storlek i relation till produktens konsumentpris. Ordningen med förhandling ligger i linje med lagstiftarens önskan om ett flexibelt och teknikneutralt system där båda parter tar ansvar, istället för ett system där lagen måste uppdateras löpande efter den tekniska utvecklingen.
År 2009 uppgick de inkomna medlen till drygt 110 miljoner kronor. År 2014 gav privatkopieringsersättningen 118 miljoner kronor.

## Privatkopieringsersättning i EU
Privatkopiering är vanligt i hela världen och möjliggörs genom att den tekniska utvecklingen från 1950-talet gjort det enkelt för vem som helst att med allt bättre kvalitet kopiera musik, film och tv. Därför har man inom EU bestämt att de medlemsländer som vill tillåta privatkopiering gör detta genom ett undantag i upphovsrättslagen, som normalt ger upphovsmännen ensamrätt att bestämma över hur deras verk ska spridas. Som villkor anger man att de medlemsländer som tillåter privatkopiering också måste tillhandahålla ett kompensationssystem, så att upphovsmännen kompenseras för det inkomstbortfall privatkopieringen medför. 
EU-domstolen har i några uppmärksammade fall klargjort hur infosoc-direktivet, som implementerades i svensk lagstiftning 2005 och bland annat innehöll nya regler för kompensation vid privatkopiering, ska tolkas. I den så kallade Padawan-domen i oktober 2010 slår EU-domstolen fast att det i sig är tillräckligt att det är möjligt att använda lagringsmedia för att göra kopior för privat bruk för att tillämpningen av privatkopieringsersättningen på sådana media ska vara motiverad. I den så kallade Opus-domen i juni 2011 slår EU-domstolen fast att privatkopieringsersättning även kan tas ut av näringsidkare som vänder sig till en privatimportmarknad.

## Ersättningsnivåer
Det är riksdagen som bestämmer storleken på ersättningen genom lag. I praktiken bestäms ersättningsnivåerna genom förhandlingar mellan tillverkarnas och importörernas branschorganisationer och Copyswede. Ersättningsnivåerna finns angivna i bestämmelserna i upphovsrättslagen, kapitel 2 § 26k.
26 l § Ersättningen enligt 26 k § är:
1. För en anordning för analog upptagning: två och ett halvt öre för varje möjlig upptagningsminut,
2. För anordningar där digital upptagning kan ske upprepade gånger: 0,4 öre per megabyte lagringsutrymme,
3. För andra anordningar där digital upptagning kan ske: 0,25 öre per megabyte lagringsutrymme.

Anledningen till att de ersättningsnivåer som tillämpas i praktiken väsentligen understiger vad lagen ger möjlighet att ta ut, är att elektronikbranschen har rätt att förhandla om nedsättning av ersättningsnivåerna på grund av omständigheter som till exempel att en produkt kan användas för annat än privatkopiering av upphovsrättsskyddat material.

## Debatt
Kritiker menar att ersättningen fördelas på ett komplicerat och orättvist sätt. Eftersom det inte finns några hinder för tillverkare och importörer att lägga sina kostnader på priset till kund, kan även de privatkonsumenter som använder sina lagringsmedier i annat syfte, exempelvis att säkerhetskopiera sina data, komma att få bidra till att finansiera de ersättningsskyldiga företagens kostnader för ersättningen. Privatkopieringsersättningen ifrågasättas också då film och musik som köps lagligt kan vara kopieringsskyddad trots allmänhetens rätt att kopiera för privat bruk. Detta innebär att man betalar privatkopieringsersättning på alla tomma DVD-skivor trots att det inte finns några filmer att kopiera. Bestämmelserna om privatkopieringsersättning har också ifrågasatts då man menar att den ger Copyswede, den starkare parten i ett tvåpartsförhållande, lagstöd.
De som förespråkar systemet menar att rätten att kopiera för privat bruk är viktig och bör få finnas kvar, samtidigt som en rimlig ersättning bör ges till de artister, skådespelare, författare m.fl. som blir kopierade. De menar samtidigt att systemet inte ska ses som en betalning för konsumtion, eftersom upphovsmännen inte får fullt betalt, utan som en ersättning för rätten att kopiera och sprida musik, film och tv bland familjemedlemmar och nära vänner. De menar vidare att privatkopieringsersättningen, som är en ersättning som går till enskilda upphovsmän, inte kan kritiseras för de kopieringsskydd skiv- och filmbranscherna förser sina produkter med och påminner om att ersättningen beräknas efter faktiskt kopiering. Musik och film som inte kan kopieras ingår alltså inte i ersättningsmodellen. Dessutom pekar de på att det inte är konsumenten som ska betala ersättningen, utan de tillverkare och importörer som säljer produkter som konsumenter kan använda för privat kopiering, och att det i Sverige finns en förhandlingstradition där de ersättningsskyldiga företagen har möjlighet att begära nedsättning av ersättningsnivåerna, till exempel på grund av att lagringsmedierna används för annat än privatkopiering.
Ett vanligt förekommande missförstånd i debatten är att privatkopieringsersättningen är kopplad till piratkopiering, det vill säga illegal kopiering/fildelning. Ersättningen ges emellertid endast för kopiering från laglig förlaga för privat bruk. Det finns de som förespråkar en utökning av privatkopieringserättningen att omfatta alla typer av delning av musik, film och tv, vilket man menar skulle vara en lösning på problematiken kring illegal fildelning och göra även den legal.
Enligt en undersökning publicerad av IDG i mars 2011 har privatkopieringsersättning som fenomen brett politiskt stöd. Sex av sju riksdagspartier menar att kompensation ska ges upphovsmän och utövande konstnärer. Några av dessa menar dock att dagens system för kompensationsordningen bör ses över. Stödet för privatkopieringsersättning på externa hårddiskar, vilket är undersökningens utgångspunkt, är dock inte lika brett.
Enligt IDG-tidningen Computer Sweden visar en opinionsundersökning av Novus Opinion i september 2011 att privatkopieringsersättning på USB-minnen och externa hårddiskar saknar brett stöd hos allmänheten. Av 1000 tillfrågade stödjer enligt Computer Sweden 14 procent den nya ersättningen på dessa produkter, drygt hälften säger sig vara emot och en dryg tredjedel säger sig inte ha någon åsikt alls.